# Oleșnea, Ohtîrka
Oleșnea (în ucraineană Олешня) este localitatea de reședință a comunei Oleșnea din raionul Ohtîrka, regiunea Sumî, Ucraina.

## Demografie
Componența lingvistică a localității Oleșnea
     Ucraineană (96,61%)
     Rusă (3,11%)
     Alte limbi (0,28%)
Conform recensământului din 2001, majoritatea populației localității Oleșnea era vorbitoare de ucraineană (96,61%), existând în minoritate și vorbitori de rusă (3,11%).